# Брамштедт (Нижняя Саксония)
Брамштедт (нем. Bramstedt) — ортшафт в Германии, в земле Нижняя Саксония.
Входит в состав общины Хаген-им-Бремишен района Куксхафен. Население составляет 1885 человек (на 31 декабря 2010 года). Занимает площадь 44,85 км².